# Ludwig Schmitz-Kallenberg
Ludwig Alfons Hubert Schmitz-Kallenberg (* 10. Juni 1867 in Rheydt, Rheinprovinz; † 22. April 1937 in Münster, Provinz Westfalen) war ein deutscher Historiker, Hochschullehrer der Westfälischen Wilhelms-Universität sowie Direktor des Staatsarchivs Münster für die preußischen Regierungsbezirke Arnsberg, Minden und Münster.

## Leben
Schmitz nannte sich nach seiner Heirat mit Maria Kallenberg im Jahr 1903 Schmitz-Kallenberg. Er war Sohn der Eheleute Dr. med. Ludwig Schmitz und Alwine, geborene Roosen, und studierte nach dem Besuch des Humanistischen Gymnasiums in Mönchengladbach Geschichte und Philosophie an den Universitäten von Freiburg und Münster (1887–1889) sowie in Leipzig, wo er am 27. November 1891 mit einer Arbeit über Konrad von Soltau zum Dr. phil. promoviert wurde. Im Jahr 1893 ging er als Stipendiat der Görres-Gesellschaft nach Rom. 1896 wurde er Mitglied der Historischen Kommission für Westfalen, am 24. März 1899 deren ordentliches Mitglied, am 29. März 1912 deren Ausschussmitglied, am 29. Mai 1929 deren Schriftführer, am 28. Juli 1928 deren stellvertretender Vorsitzender und mit Beendigung des Letzteren im Jahr 1934 deren Ehrenmitglied.
1899 begann er als Privatdozent an der Königlich Theologischen und Philosophischen Akademie in Münster mit Lehrtätigkeiten, nachdem der sich im gleichen Jahr dort habilitiert hatte. 1906 wurde ihm der Titel Professor verliehen. Von 1907 bis 1918 war er ordentlicher Professor an der 1902 (wieder)gegründeten Wilhelms-Universität Münster. 1918 wurde er ordentlicher Honorarprofessor für Geschichte und geschichtliche Hilfswissenschaften der Universität. 
1921 ernannte ihn der Freistaat Preußen zum Direktor des Staatsarchivs Münster (heute Landesarchiv Nordrhein-Westfalen Abteilung Westfalen). Daneben hatte er von 1924 bis 1928 das Amt des Direktors des Vereins für Geschichte und Altertumskunde Westfalen (Abteilung Münster) inne. Im Jahr 1932 wurde er pensioniert. Sein Nachlass gelangte 1962 in das Universitätsarchiv Münster.
Schmitz-Kallenberg war Vorsitzender der Westfälischen Gesellschaft für Familienkunde.

## Schriften (Auswahl)
- Geschichte der Herrschaft Rheydt, Rheydt 1897 (Digitalisat)
- Inventare der nichtstaatlichen Archive des Kreises Ahaus, Münster 1899 (Digitalisat)
- Inventare der nichtstaatlichen Archive des Kreises Borken, Münster 1901 (Digitalisat)
- Urkunden des fürstlich Salm-Salm’schen Archives in Anholt, Münster 1902 (Digitalisat)
- Urkunden des fürstlich Salm-Horstmar’schen Archives in Coesfeld und der herzoglich Croy’schen Domänenadministration in Dülmen, Münster 1904 (Digitalisat)
- Die Lehre von den Papsturkunden. In: Grundriß der Geschichtswissenschaft zur Einführung in das Studium der Deutschen Geschichte des Mittelalters und der Neuzeit, Band 3, S. 172–230, Leipzig/Berlin 1906 (Digitalisat)
- Inventare der nichtstaatlichen Archive des Kreises Steinfurt, Münster 1907 (Digitalisat)
- mit Wilhelm Erben and Oswald Redlich: Urkundenlehre, 3 Bände, 1907–1911
- Monasticon Westfaliae. Verzeichnis der im Gebiet der Provinz Westfalen bis zum Jahre 1815 gegründeten Stifter, Klöster und sonstigen Ordensniederlassungen, Münster 1909 (Digitalisat)
- mit Max Jansen: Historiographie und Quellen der deutschen Geschichte bis 1500. In: Aloys Meister (Hrsg.): Grundriß der Geschichtswissenschaft, Leipzig/Berlin 1914
- Inventare der nichtstaatlichen Archive des Kreises Büren, Münster 1915 (Digitalisat)
- Monumenta Budicensia: Quellen zur Geschichte des Augustiner-Chorherrenstiftes Böddeken i. W., Münster 1915 (Digitalisat)